# Sinclair MK 14
Sinclair MK 14 (MK 14) је кућни рачунар фирме Синклер (Sinclair) који је почео да се производи у Уједињеном Краљевству током 1978. године.
Користио је National Semiconductor SC/MP II микропроцесорску јединицу а RAM меморија рачунара је имала капацитет од 128 бајтова прошириво до 640 бајтова на плочи. 

## Детаљни подаци
Детаљнији подаци о рачунару MK 14 су дати у табели испод.
|                       |                                                          |
| [ 1 ]                 |                                                          |
| Произвођач            | Синклер                                                  |
| Тип                   | кућни рачунар                                            |
| Меморија              | 128 бајтова прошириво до 640 бајтова на плочи            |
| Поријекло             | Уједињено Краљевство                                     |
| Година                | 1978                                                     |
| Тастатура             | мембранска и касније механичка, хексадецимална 21 тастер |
| Процесор              |                                                          |
| Фреквенција процесора | 4,4                                                      |
| RAM                   | 128 бајтова прошириво до 640 бајтова на плочи            |
| ROM                   | 512 бајтова, садржи монитор                              |
| Текст                 | 1 линија са 8 или 9 цифара                               |
| Графика               | нема                                                     |
| Боја                  | црвена                                                   |
| Звук                  | нема                                                     |
| Димензије             | 11,5 (ширина) x 25,5 (висина)                            |
| Портови               |                                                          |
| Оперативни систем     |                                                          |